# Emilio Morenatti
Emilio Morenatti est un reporter-photographe espagnol, né à Saragosse en 1969.
Il est lauréat du prix Lucas Dolega 2012, du prix Ortega y Gasset en 2013 et de deux prix Pulitzer de la photographie d’actualité en 2021 et 2023.
Basé à Barcelone, il est éditeur et rédacteur en chef photo de The Associated Press pour l’Espagne et le Portugal.

## Biographie
Emilio Morenatti commence sa carrière de photojournaliste en 1988 dans un journal local, El periódico del Guadalete, à Jerez de la Frontera, la ville où il a grandi en Espagne.
En 1992, il rejoint l’agence EFE, la principale agence de presse espagnole et s’installe à Séville. De là, il couvre de nombreux événements nationaux et internationaux, dont plusieurs Jeux Olympiques et la guerre d’Irak.
Fin 2003, il est à Kaboul pour l’agence Associated Press et couvre la transition démocratique qui suit la chute du régime Taliban.
En 2005, Associated Press l’envoie au Moyen-Orient à Gaza et Jérusalem. En 2006, il est kidnappé à Gaza par quatre hommes armés avant d’être libéré un jour plus tard, indemne. Il couvre ensuite l’Asie Centrale au Pakistan pour AP.
En août 2009, il est gravement blessé en Afghanistan, quand le véhicule où il a pris place avec un cadreur Indonésien, Andi Jatmiko, et deux soldats américains, saute sur un engin explosif improvisé dans la province de Kandahar. Il perd son pied gauche dans l’explosion.
Il documente le sort de femmes pakistanaises défigurées après avoir eu le visage brûlé à l’acide, pour s’être « opposé à un mariage forcé, demandé le divorce ou s’être disputé simplement avec son mari ».
En 2021 Emilio Morenatti remporte le prix Pulitzer de la photographie d’actualité pour ses photos de la pandémie de Covid-19 en Espagne, qui reflètent la souffrance des personnes âgées.
À partir d’octobre 2021, il documente au long cours sur les conséquences de l’éruption du volcan Cumbre Veja sur l’île de La Palma dans les îles Canaries, travail qui est récompensé par un premier prix au 79e concours Pictures of the Year International.
Au mois de février 2022, il couvre pour Associated Press l’invasion de l’Ukraine par la Russie. Ses photos sont publiées chaque jour sur ses comptes Instagram et Twitter ainsi que par la presse internationale, dont les quotidiens El Pais et The New York Times. Ce travail est récompensé en avril 2023 par un prix Pulitzer de la photographie d’actualité.

## Publications
Liste non exhaustive
- (en) Emilio Morenatti (préf. Marta Ramoneda), A Way of Living, La Fabrica, coll. « Photobolsillo », 1999, 108 p. (ISBN 978-8415303206)
- (es) Emilio Morenatti, Palestina/Afganistan, La Fabrica, 1999, 312 p. (ISBN 978-8496466869)

## Prix et distinctions
Liste non exhaustive
- 1996 : Fuji Eureopean Press Awards[13]
- 2008 : World Press photo, Photo Contest, Spot News, Singles, mention honorable[4]
- 2008 : Pictures of the Year International, catégorie Photographer of the Year – Newspaper[14]
- 2009 : Médaille d’or, National Headliner Awards[15],[4]
- 2010 : Photographe de l’année du National Press Photographers Association[4]
- 2011 : Festival international de photojournalisme Yonhap (Corée), 1er prix pour un reportage sur les victimes du choléra en Haïti[16]
- 2012 : Prix Lucas Dolega pour son reportage « Displaced in Tunisia »[13]
- 2013 : World Press photo, Photo Contest, Contemporary Issues, Singles, 3e prix[17]
- 2013 : Prix Ortega y Gasset[18]
- 2015 : Premios Solidarios ONCE Andalucía de la ONCE[19]
- 2021 : Prix Pulitzer de la photographie d’actualité, catégorie Feature Photography pour sa couverture de la pandémie de Covid-19 en Espagne[6]
- 2021 : Oversea Press Club of America Feature Photography Award, Associated Press, pour « Covid-19: Devastation and Death on Spain Eldery »[20]
- 2021 : Prix Ángel Serradilla de l’Association de la presse de Huelva[21]
- 2021 : Atlanta Photojournalism Seminar contest, 1er prix dans les catégories « Best Portfolio - Photographer of the Year »[22] et « Portrait/Personality »[23]
- 2021 : TIME’s Top 100 Photos of 2021[24]
- 2022 : 79e concours Pictures of the Year International, 1er prix dans la catégorie « Science & Natural History Picture Story » pour sa série « Under the Volcano » réalisée lors de l’éruption du volcan Cumbre Veja sur l’île de La Palma[8]
- 2022 : Prix Mingote de photojournalisme pour une photo prise sur l'île de La Palma après l'éruption du volcan Cumbre Vieja[25]
- 2023 : Prix Desalambre de la persévérance, « pour l’ensemble de son travail et sa persévérance dans le photojournalisme des droits de l’homme »[26]
- 2023 :  Prix Pulitzer de la photographie d’actualité, catégorie « Breaking News Photography », « Pour des images uniques et urgentes des premières semaines de l’invasion de l’Ukraine par la Russie, notamment la dévastation de Marioupol après le départ d’autres organes de presse, victimes du ciblage des infrastructures civiles et de la résilience du peuple ukrainien qui a pu fuir. »[27]